# Steve Fossett

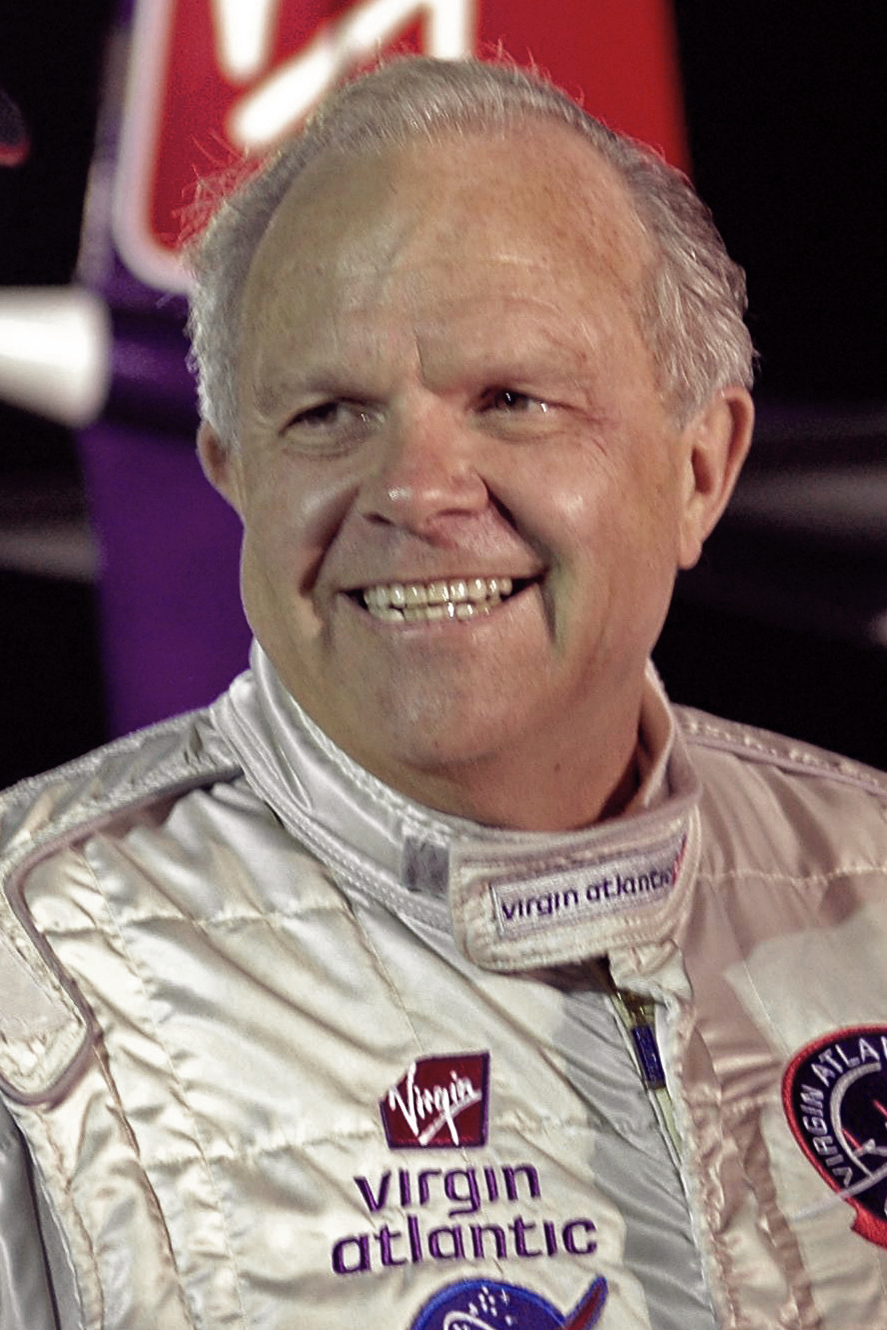
Steve Fossett.

James Stephen Fossett (Jackson, Tennessee, 22 de abril de 1944 - desaparecido em 3 de setembro de 2007 no deserto de Nevada, e declarado legalmente morto em 15 de fevereiro de 2008), foi um homem de negócios e aventureiro norte-americano.
Fez fortuna nos mercados financeiros norte-americanos, mas tornou-se mundialmente conhecido pelas várias aventuras em que participou ao longo da sua vida.
Encontra-se desaparecido desde 3 de setembro de 2007, data em que levantou voo no deserto de Mojave.

## Biografia

### Natação, automobilismo e vela
A primeira aventura de Fossett aconteceu em setembro de 1985, quando atravessou a nado o Canal da Mancha, entre França e Inglaterra.
Em março de 1992, percorreu perto de 1875 quilómetros através do Alasca, numa corrida de trenós com cães onde ficou classificado em 47.º lugar, e em junho de 1993 participou nas 24 Horas de Le Mans, uma das corridas de automóveis mais famosas do mundo. Repetiu esta a experiência três anos mais tarde.
Para além disso, conquistou oito recordes do mundo em navegação à vela, um deles histórico. Em outubro de 2001 atravessou o Atlântico em quatro dias e 17 horas, encurtando em 43 horas e 35 minutos o anterior máximo.
Em setembro de 1993, Fossett obteve licença para pilotar balões de ar quente e dois anos depois foi a primeira pessoa a atravessar sozinha o Oceano Pacífico num balão.

### Volta ao mundo em balão
Em inícios de 1997, tentou ser a primeira pessoa no mundo a atravessar o globo a bordo de um balão e sem paragens. Utilizou o "Solo Spirit", um balão a hélio e hidrogénio, no qual era possível controlar a temperatura de modo a conservar o combustível. A 13 de Janeiro de 1997, saiu de Saint Louis, no Missouri, mas a viagem só durou seis dias, duas horas e 44 minutos. Não conseguiu dar a volta ao mundo, mas bateu o recorde de distância percorrida e de tempo de voo. No dia 31 de dezembro desse mesmo ano, Fossett fez uma segunda tentativa, mas uma avaria impediu que percorresse mais de 11 745 quilómetros em quatro dias e onze horas. O "Solo Spirit" só chegou até Novokiporovskaya, na Rússia.
Em 21 de fevereiro de 1995, Fossett pousou em Leader, Saskatchewan, Canadá, depois de decolar da Coreia do Sul, tornando-se a primeira pessoa a fazer um voo solo através do Oceano Pacífico em um balão.
A 7 de Agosto de 1998 fez uma nova tentativa, desta vez partindo de Mendoza, na Argentina, naquela que foi a primeira experiência com largada no Hemisfério Sul. O aparelho foi aumentado e carregava mais combustível, mas uma tempestade sobre a Austrália, a 16 de agosto, provocou rasgos no balão e Fossett foi salvo numa operação de emergência. Mesmo assim, bateu novos recordes, entre os quais o de mais longo voo contínuo de balão sobre água. Ainda em 1998, tentou — com o milionário Richard Branson, dono da Virgin — ser o primeiro atravessar o globo sem paragens, mas o balão desta dupla caiu no Pacífico próximo ao Havai.
Em 2001, fez nova tentativa a solo, mas a travessia, iniciada na Austrália, acabou no Brasil em 16 de agosto desse ano, na cidade de Bagé, no Rio Grande do Sul, onde foi forçado a aterrar devido ao mau tempo.
A 2 de Julho de 2002, Fossett tornou-se, finalmente, a primeira pessoa a dar a volta ao mundo sozinha a bordo de um balão. Tratou-se da sua sexta tentativa e foi concretizada depois de ter percorrido mais de 31 mil quilómetros e ter cruzado a linha dos 117 graus de longitude, sobre a Austrália. Fossett foi ajudado pelo bom tempo que se manteve durante toda a viagem. O aventureiro tinha partido a 19 de junho de Northam, também na Austrália, a bordo do balão Bud Light Spirit of Freedom. Ao todo, a viagem durou 13 dias, 12 horas, 16 minutos e 13 segundos.
Em 2006, em seu último recorde de aviação, ele percorreu cerca de 42 mil km em volta do mundo, sozinho e sem escala, a bordo de seu avião Virgin Atlantic/Global Flyer. Em 2005, o bilionário americano já havia efetuado sua primeira volta da Terra a bordo do mesmo avião ultraleve, percorrendo então, sozinho, 36 898 km.

### Recorde de voo em planador
O recorde de altitude em um planador foi estabelecido em 29 de agosto de 2006 por Steve, que pilotando um modelo Glaser-Dirks DG-505M sobre a cidade Argentina de El Calafate atingiu o teto de 15 460 m (50 700 ft).

### Desaparecimento
Às 8h45m de 3 de setembro de 2007, Fossett levantou voo sozinho num avião monomotor de um aeródromo privado, o Flying-M Ranch (38° 36′ 13″ N, 119° 00′ 11″ O), perto de Smith Valley, próximo de Carson City e da Califórnia. Não terá voltado a aterrar, e nenhum pedido de socorro foi recebido via rádio na região nesse dia. A Google ajudou à procura pedindo aos seus contactos a disponibilização de imagens de satélite de alta resolução e aos voluntários para analisar essas imagens. Sua carteira de identidade e notas de US$ 100 foram encontradas por um montanhista que andava por áreas remotas da Califórnia, mais precisamente no condado de Madera, na parte leste de Sierra Nevada, entre o Parque Nacional Yosemite e a fronteira com o Estado de Nevada. Os destroços foram achados a 3.2 mil metros de altitude nas montanhas de Sierra Nevada, perto dos lagos Mammoth, na Califórnia.
Apesar das intensas buscas na época do acidente, não foi encontrado nenhum traço de Steve Fossett até mais de um ano após sua morte. Ele foi declarado oficialmente morto em fevereiro de 2008. Mas as buscas por seu corpo foram retomadas em novembro de 2008, depois que um alpinista encontrou sua carteira de identidade em um lugar remoto, nas montanhas de Sierra Nevada. Uma equipe de buscas depois encontrou os sapatos de Fossett e sua carteira de motorista, junto com dois grandes ossos que, depois de exames de ADN, foram confirmados como sendo do milionário.
Em julho de 2009 foi divulgado o relatório do NTSB, órgão que investiga acidentes aeronáuticos, que concluía que uma turbulência foi o que derrubou o avião do piloto.